# 列治文校區

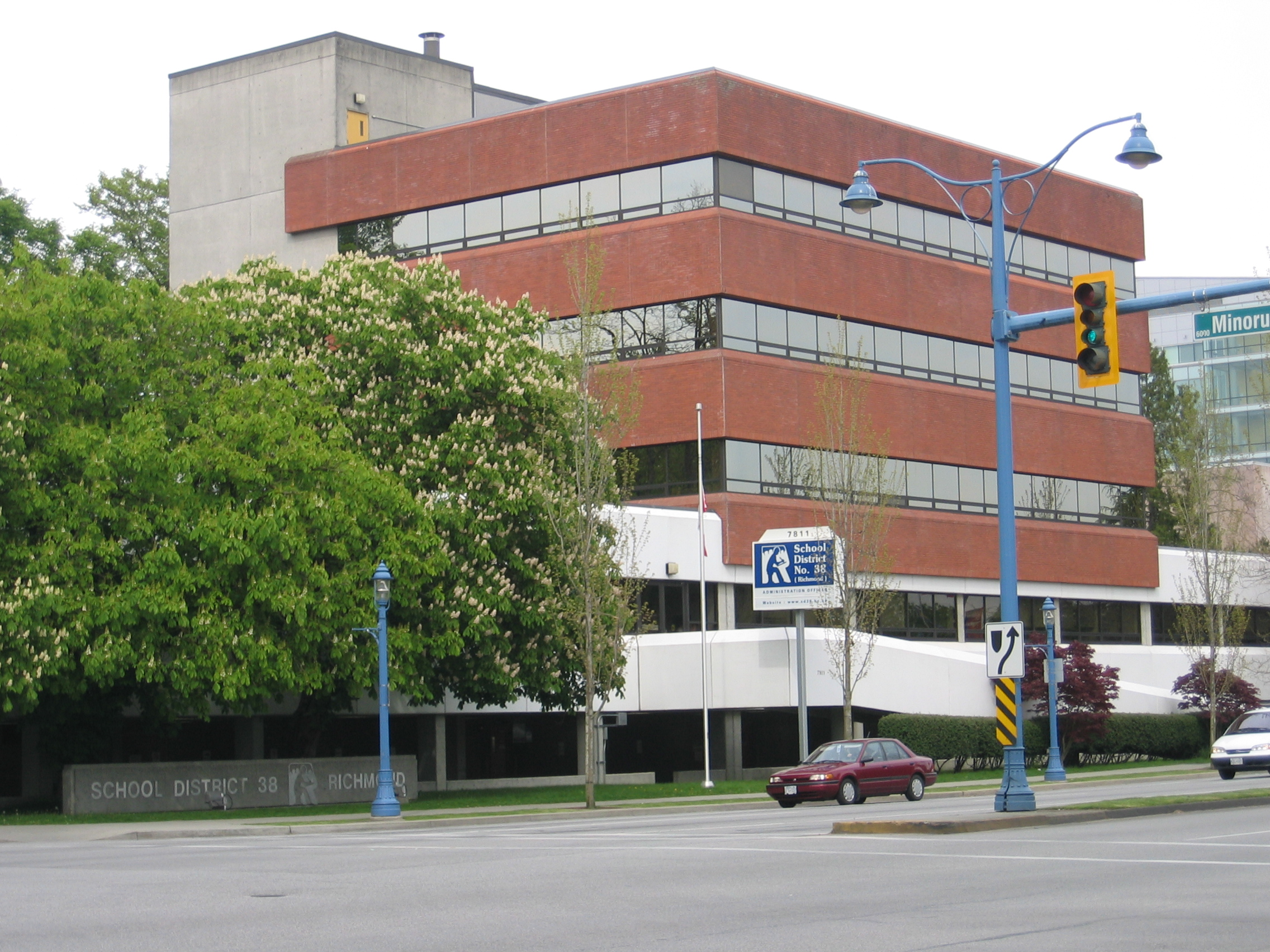
列治文校區總部

列治文校區（Richmond School District），或第38校區（School District 38），是總部位於加拿大卑詩省列治文的公立教育機構。
列治文校區營運38間小学、10間中学和1間特殊學校。